# Günther-Dietz Sontheimer
Günther-Dietz Sontheimer (* 21. April 1934 in Ulm; † 2. Juni 1992 in Dossenheim) war ein deutscher Indologe.

## Leben
Sontheimer, Sohn von Walther Sontheimer, studierte von 1953 bis 1958 an der Universität Tübingen Rechtswissenschaft und bei Helmuth von Glasenapp u. a. Indologie. Wie sein Vater, wurde er in Tübingen im Wintersemester 1952/53 Mitglied der Studentenverbindung Tübinger Königsgesellschaft Roigel. Nach dem ersten juristischen Staatsexamen setzte er sein Studium mit der Spezialisierung auf indisches Recht am Law College in Pune fort. Von 1961 bis 1964 studierte er indisches Recht und Marathi an der Universität London. Es folgten die Promotion und seit 1965 eine Tätigkeit am Südasien-Institut Heidelberg, dessen Zweigstelle in Neu-Delhi er von 1973 bis 1975 leitete. Im Anschluss an die Habilitation begann er 1976 am Südasien-Institut in Heidelberg Religionsgeschichte zu lehren.
Günther-Dietz Sontheimer hielt sich über 40 Mal zu Feldforschungen in Indien auf, Ausgangspunkt war regelmäßig das westindische Pune. Seine Forschungen galten insbesondere der indischen Volksreligion (z. B. den Khandoba/Shiva-Kulten im Städtchen Jejuri, etwa 30 Kilometer südöstlich von Pune), den nomadisierenden Hirtengruppen (unter anderem den Hatkar Dhangars) auf dem Dekkan, in den indischen Bundesstaaten Maharashtra, Andhra Pradesh, Karnataka und ihren Kulten, sowie mündlichen Überlieferungen und Bräuchen. Seine Arbeiten sind zum Teil auch filmisch dokumentiert durch den Münchner Dokumentarfilmer Henning Stegmüller und den indischen Filmemacher und Autor Dilip Chitre. Er erweiterte die klassische Indologie durch innovative Feldforschung um einen ethnologischen Aspekt.
1987 wurde Sontheimer der Rabindranath-Tagore-Literaturpreis der Deutsch-Indischen Gesellschaft verliehen.

## Werke
- The Concept of Daya: A Comparative Study. Dissertation. London 1962.
- Biroba. Mhaskoba und Khandoba: Ursprung, Geschichte und Umwelt von pastoralen Gottheiten in Maharastra. Wiesbaden 1976.
- The Joint Hindu Family: Its Evolution as a Legal Institution. South Asian Studies, Band 7. Delhi 1977.